# Tour de Mali
El Tour de Mali és una cursa ciclista per etapes que es disputa a Mali. Només l'edició de 2010 està reconeguda oficialment per la Unió Ciclista Internacional. Després de set anys d'interrupció, la competició va reaparèixer el 2017. Aquesta setena edició va ser guanyada pel malià Yaya Diallo, primer ciclista nacional en guanyar la cursa.

## Palmarès
| Any       | Vencedor           | Segon          | Tercer              |
| --------- | ------------------ | -------------- | ------------------- |
| 2002      | Laurent Zongo      |                |                     |
| 2003      | ?                  | ?              | ?                   |
| 2004      | Seydou Tall        |                |                     |
| 2005-2009 | ?                  | ?              | ?                   |
| 2010      | Mouhssine Lahsaini | Adil Jelloul   | Mohamed Er Regragui |
| 2011-2016 | no disputat        | no disputat    | no disputat         |
| 2017      | Yaya Diallo        | Reda Aadel     | Oumar Sangaré       |
| 2018      | Souleymane Koné    | Yacouba Diallo | Bourama Coulibaly   |
| 2019-2020 | no disputat        | no disputat    | no disputat         |
| 2021      | Issiaka Coulibaly  | Seydou Djiré   | Souleymane Koné     |
| 2022-2023 | no disputat        | no disputat    | no disputat         |
| 2024      | Yaya Diallo        | Lahcen Saber   | Issiaka Cissé       |